# Vuelta a Murcia 2019
La 39.ª edición de la competición ciclista Vuelta a Murcia fue una carrera de ciclismo en ruta por etapas que se celebró entre el 15 y el 16 de febrero en España en la Región de Murcia, con inicio en la ciudad de Yecla y final en la ciudad de Murcia sobre un recorrido de 366,1 kilómetros.
La carrera formó parte del UCI Europe Tour 2019 dentro de la categoría UCI 2.1. El vencedor final fue el español Luis León Sánchez del Astana seguido de los también españoles Alejandro Valverde del Movistar y Pello Bilbao del Astana.

## Equipos participantes
Tomaron parte en la carrera 18 equipos: 10 de categoría WorldTour invitados por la organización; 6 de categoría Profesional Continental; y 2 de categoría Continental. Formando así un pelotón de 124 ciclistas de los que acabaron 85. Los equipos participantes fueron:
| WorldTeams (6)- Astana - Movistar Team - Mitchelton-Scott - CCC Team - Katusha-Alpecin - Bora-hansgrohe Equipos continentales profesionales (10)- Roompot-Charles - Burgos-BH - Sport Vlaanderen-Baloise - Cofidis, Solutions Crédits - Rally UHC Cycling - Caja Rural-Seguros RGA - Euskadi Basque Country-Murias - Gazprom-RusVelo - Direct Énergie - Wanty-Groupe Gobert Equipos continentales (2)- Kometa - Fundación Euskadi |
| |

## Recorrido
La Vuelta a Murcia dispuso de dos etapas para un recorrido total de 366,1 kilómetros.
| Etapa     | Fecha     | Recorrido          | type                   | Distancia (km) | Ganador           | Líder             |
| --------- | --------- | ------------------ | ---------------------- | -------------- | ----------------- | ----------------- |
| 1.ª etapa | 15 de feb | Yecla – San Javier | etapa escarpada        | 188,8          | Pello Bilbao      | Pello Bilbao      |
| 2.ª etapa | 16 de feb | Beniel – Murcia    | etapa de media montaña | 177,3          | Luis León Sánchez | Luis León Sánchez |

## Desarrollo de la carrera

### 1.ª etapa
| Yecla - San Javier | etapa escarpada | (188,8 km) |

| \| Clasificación de la etapa \| Clasificación de la etapa \| Clasificación de la etapa \| Clasificación de la etapa \| Clasificación de la etapa \| \| Ciclista \| Ciclista \| Equipo \| Tiempo \| \| \| ------------------------- \| ------------------------- \| ------------------------- \| ------------------------- \| ------------------------- \| \| 1.º \| Pello Bilbao \| Astana \| 4 h 15 min 02 s \| \| \| 2.º \| Omar Fraile \| Astana \| + 3 s \| \| \| 3.º \| Luis León Sánchez \| Astana \| + 3 s \| \| \| 4.º \| Alejandro Valverde \| Movistar Team \| + 3 s \| \| \| 5.º \| Patrick Konrad \| Bora-Hansgrohe \| + 3 s \| \| \| 6.º \| Jakob Fuglsang \| Astana \| + 3 s \| \| \| 7.º \| Matteo Trentin \| Mitchelton-Scott \| + 9 s \| \| \| 8.º \| Jean-Pierre Drucker \| Bora-Hansgrohe \| + 9 s \| \| \| 9.º \| Marco Haller \| Katusha-Alpecin \| + 9 s \| \| \| 10.º \| Thomas Boudat \| Direct Énergie \| + 9 s \| \| |                     |                  |                 |
| |                     |                  |                 |
| Fuente: ProCyclingStats |                     |                  |                 |
| Clasificación de la etapa |                     |                  |                 |
| Ciclista | Ciclista            | Equipo           | Tiempo          |
| 1.º | Pello Bilbao        | Astana           | 4 h 15 min 02 s |
| 2.º | Omar Fraile         | Astana           | + 3 s           |
| 3.º | Luis León Sánchez   | Astana           | + 3 s           |
| 4.º | Alejandro Valverde  | Movistar Team    | + 3 s           |
| 5.º | Patrick Konrad      | Bora-Hansgrohe   | + 3 s           |
| 6.º | Jakob Fuglsang      | Astana           | + 3 s           |
| 7.º | Matteo Trentin      | Mitchelton-Scott | + 9 s           |
| 8.º | Jean-Pierre Drucker | Bora-Hansgrohe   | + 9 s           |
| 9.º | Marco Haller        | Katusha-Alpecin  | + 9 s           |
| 10.º | Thomas Boudat       | Direct Énergie   | + 9 s           |

| \| Clasificación general \| Clasificación general \| Clasificación general \| Clasificación general \| Clasificación general \| \| Ciclista \| Ciclista \| Equipo \| Tiempo \| \| \| --------------------- \| --------------------- \| --------------------- \| --------------------- \| --------------------- \| \| 1.º \| Pello Bilbao \| Astana \| 4 h 15 min 02 s \| \| \| 2.º \| Omar Fraile \| Astana \| + 3 s \| \| \| 3.º \| Luis León Sánchez \| Astana \| + 3 s \| \| \| 4.º \| Alejandro Valverde \| Movistar Team \| + 3 s \| \| \| 5.º \| Patrick Konrad \| Bora-Hansgrohe \| + 3 s \| \| \| 6.º \| Jakob Fuglsang \| Astana \| + 3 s \| \| \| 7.º \| Matteo Trentin \| Mitchelton-Scott \| + 9 s \| \| \| 8.º \| Jean-Pierre Drucker \| Bora-Hansgrohe \| + 9 s \| \| \| 9.º \| Marco Haller \| Katusha-Alpecin \| + 9 s \| \| \| 10.º \| Thomas Boudat \| Direct Énergie \| + 9 s \| \| |                     |                  |                 |
| |                     |                  |                 |
| Fuente: ProCyclingStats |                     |                  |                 |
| Clasificación general |                     |                  |                 |
| Ciclista | Ciclista            | Equipo           | Tiempo          |
| 1.º | Pello Bilbao        | Astana           | 4 h 15 min 02 s |
| 2.º | Omar Fraile         | Astana           | + 3 s           |
| 3.º | Luis León Sánchez   | Astana           | + 3 s           |
| 4.º | Alejandro Valverde  | Movistar Team    | + 3 s           |
| 5.º | Patrick Konrad      | Bora-Hansgrohe   | + 3 s           |
| 6.º | Jakob Fuglsang      | Astana           | + 3 s           |
| 7.º | Matteo Trentin      | Mitchelton-Scott | + 9 s           |
| 8.º | Jean-Pierre Drucker | Bora-Hansgrohe   | + 9 s           |
| 9.º | Marco Haller        | Katusha-Alpecin  | + 9 s           |
| 10.º | Thomas Boudat       | Direct Énergie   | + 9 s           |

### 2.ª etapa
| Beniel - Murcia | etapa de media montaña | (177,3 km) |

| \| Clasificación de la etapa \| Clasificación de la etapa \| Clasificación de la etapa \| Clasificación de la etapa \| Clasificación de la etapa \| \| Ciclista \| Ciclista \| Equipo \| Tiempo \| \| \| ------------------------- \| ---------------------------- \| ----------------------------- \| ------------------------- \| ------------------------- \| \| 1.º \| Luis León Sánchez \| Astana \| 4 h 14 min 33 s \| \| \| 2.º \| Alejandro Valverde \| Movistar Team \| + 0 s \| \| \| 3.º \| Matteo Trentin \| Mitchelton-Scott \| + 13 s \| \| \| 4.º \| Patrick Konrad \| Bora-Hansgrohe \| + 13 s \| \| \| 5.º \| Pello Bilbao \| Astana \| + 13 s \| \| \| 6.º \| Óscar Rodríguez Garaicoechea \| Euskadi Basque Country-Murias \| + 13 s \| \| \| 7.º \| José Herrada \| Cofidis, Solutions Crédits \| + 13 s \| \| \| 8.º \| Jakob Fuglsang \| Astana \| + 16 s \| \| \| 9.º \| Omar Fraile \| Astana \| + 16 s \| \| \| 10.º \| Serguéi Chernetski \| Caja Rural-Seguros RGA \| + 1 min 29 s \| \| |                              |                               |                 |
| |                              |                               |                 |
| Fuente: ProCyclingStats |                              |                               |                 |
| Clasificación de la etapa |                              |                               |                 |
| Ciclista | Ciclista                     | Equipo                        | Tiempo          |
| 1.º | Luis León Sánchez            | Astana                        | 4 h 14 min 33 s |
| 2.º | Alejandro Valverde           | Movistar Team                 | + 0 s           |
| 3.º | Matteo Trentin               | Mitchelton-Scott              | + 13 s          |
| 4.º | Patrick Konrad               | Bora-Hansgrohe                | + 13 s          |
| 5.º | Pello Bilbao                 | Astana                        | + 13 s          |
| 6.º | Óscar Rodríguez Garaicoechea | Euskadi Basque Country-Murias | + 13 s          |
| 7.º | José Herrada                 | Cofidis, Solutions Crédits    | + 13 s          |
| 8.º | Jakob Fuglsang               | Astana                        | + 16 s          |
| 9.º | Omar Fraile                  | Astana                        | + 16 s          |
| 10.º | Serguéi Chernetski           | Caja Rural-Seguros RGA        | + 1 min 29 s    |

## Clasificaciones finales
- Las clasificaciones finalizaron de la siguiente forma:[4]

### Clasificación general
| \| Clasificación general \| Clasificación general \| Clasificación general \| Clasificación general \| Clasificación general \| \| Ciclista \| Ciclista \| Equipo \| Tiempo \| \| \| --------------------- \| ---------------------------- \| ----------------------------- \| --------------------- \| --------------------- \| \| 1.º \| Luis León Sánchez \| Astana \| 8 h 29 min 38 s \| \| \| 2.º \| Alejandro Valverde \| Movistar Team \| + 0 s \| \| \| 3.º \| Pello Bilbao \| Astana \| + 10 s \| \| \| 4.º \| Patrick Konrad \| Bora-Hansgrohe \| + 13 s \| \| \| 5.º \| Omar Fraile \| Astana \| + 16 s \| \| \| 6.º \| Jakob Fuglsang \| Astana \| + 16 s \| \| \| 7.º \| Matteo Trentin \| Mitchelton-Scott \| + 19 s \| \| \| 8.º \| José Herrada \| Cofidis, Solutions Crédits \| + 19 s \| \| \| 9.º \| Óscar Rodríguez Garaicoechea \| Euskadi Basque Country-Murias \| + 19 s \| \| \| 10.º \| Serguéi Chernetski \| Caja Rural-Seguros RGA \| + 1 min 35 s \| \| \| 11.º \| Aimé De Gendt \| Wanty-Gobert \| + 1 min 39 s \| \| \| 12.º \| Nick van der Lijke \| Roompot-Charles \| + 1 min 39 s \| \| \| 13.º \| Mathias Le Turnier \| Cofidis, Solutions Crédits \| + 1 min 39 s \| \| \| 14.º \| Thomas Sprengers \| Sport Vlaanderen-Baloise \| + 1 min 39 s \| \| \| 15.º \| Antonio Jesús Soto \| Fundación Euskadi \| + 1 min 39 s \| \| |                              |                               |                 |
| |                              |                               |                 |
| Fuente: ProCyclingStats |                              |                               |                 |
| Clasificación general |                              |                               |                 |
| Ciclista | Ciclista                     | Equipo                        | Tiempo          |
| 1.º | Luis León Sánchez            | Astana                        | 8 h 29 min 38 s |
| 2.º | Alejandro Valverde           | Movistar Team                 | + 0 s           |
| 3.º | Pello Bilbao                 | Astana                        | + 10 s          |
| 4.º | Patrick Konrad               | Bora-Hansgrohe                | + 13 s          |
| 5.º | Omar Fraile                  | Astana                        | + 16 s          |
| 6.º | Jakob Fuglsang               | Astana                        | + 16 s          |
| 7.º | Matteo Trentin               | Mitchelton-Scott              | + 19 s          |
| 8.º | José Herrada                 | Cofidis, Solutions Crédits    | + 19 s          |
| 9.º | Óscar Rodríguez Garaicoechea | Euskadi Basque Country-Murias | + 19 s          |
| 10.º | Serguéi Chernetski           | Caja Rural-Seguros RGA        | + 1 min 35 s    |
| 11.º | Aimé De Gendt                | Wanty-Gobert                  | + 1 min 39 s    |
| 12.º | Nick van der Lijke           | Roompot-Charles               | + 1 min 39 s    |
| 13.º | Mathias Le Turnier           | Cofidis, Solutions Crédits    | + 1 min 39 s    |
| 14.º | Thomas Sprengers             | Sport Vlaanderen-Baloise      | + 1 min 39 s    |
| 15.º | Antonio Jesús Soto           | Fundación Euskadi             | + 1 min 39 s    |

### Clasificación de la montaña
| Clasificación de la montaña | Clasificación de la montaña | Clasificación de la montaña | Clasificación de la montaña | Clasificación de la montaña |
| Ciclista                    | Ciclista                    | Equipo                      | Puntos                      |                             |
| --------------------------- | --------------------------- | --------------------------- | --------------------------- | --------------------------- |
| 1.º                         | Jakob Fuglsang              | Astana                      | 12 pts                      |                             |
| 2.º                         | Rubén Fernández Andújar     | Movistar Team               | 10 pts                      |                             |
| 3.º                         | Alejandro Valverde          | Movistar Team               | 8 pts                       |                             |
| 4.º                         | Riccardo Zoidl              | CCC Team                    | 8 pts                       |                             |
| 5.º                         | Damien Howson               | Mitchelton-Scott            | 6 pts                       |                             |
| 6.º                         | Luis León Sánchez           | Astana                      | 5 pts                       |                             |
| 7.º                         | Ángel Madrazo               | Burgos-BH                   | 3 pts                       |                             |
| 8.º                         | Pello Bilbao                | Astana                      | 2 pts                       |                             |
| 9.º                         | Omar Fraile                 | Astana                      | 2 pts                       |                             |
| 10.º                        | Robin Carpenter             | Rally UHC Cycling           | 2 pts                       |                             |

### Clasificación de los puntos
| Clasificación por puntos | Clasificación por puntos     | Clasificación por puntos      | Clasificación por puntos | Clasificación por puntos |
| Ciclista                 | Ciclista                     | Equipo                        | Puntos                   |                          |
| ------------------------ | ---------------------------- | ----------------------------- | ------------------------ | ------------------------ |
| 1.º                      | Luis León Sánchez            | Astana                        | 41 pts                   |                          |
| 2.º                      | Pello Bilbao                 | Astana                        | 37 pts                   |                          |
| 3.º                      | Alejandro Valverde           | Movistar Team                 | 34 pts                   |                          |
| 4.º                      | Omar Fraile                  | Astana                        | 27 pts                   |                          |
| 5.º                      | Patrick Konrad               | Bora-Hansgrohe                | 26 pts                   |                          |
| 6.º                      | Matteo Trentin               | Mitchelton-Scott              | 25 pts                   |                          |
| 7.º                      | Jakob Fuglsang               | Astana                        | 18 pts                   |                          |
| 8.º                      | Óscar Rodríguez Garaicoechea | Euskadi Basque Country-Murias | 10 pts                   |                          |
| 9.º                      | José Herrada                 | Cofidis, Solutions Crédits    | 9 pts                    |                          |
| 10.º                     | Aimé De Gendt                | Wanty-Gobert                  | 8 pts                    |                          |

### Clasificación por equipos
| Clasificación por equipos | Clasificación por equipos     | Clasificación por equipos | Clasificación por equipos |
| Equipo                    | Equipo                        | Tiempo                    |                           |
| ------------------------- | ----------------------------- | ------------------------- | ------------------------- |
| 1.º                       | Astana                        | 25 h 29 min 20 s          |                           |
| 2.º                       | Katusha-Alpecin               | + 4 min 36 s              |                           |
| 3.º                       | Mitchelton-Scott              | + 4 min 58 s              |                           |
| 4.º                       | Movistar Team                 | + 5 min 22 s              |                           |
| 5.º                       | CCC Team                      | + 5 min 56 s              |                           |
| 6.º                       | Caja Rural-Seguros RGA        | + 9 min 54 s              |                           |
| 7.º                       | Sport Vlaanderen-Baloise      | + 11 min 53 s             |                           |
| 8.º                       | Euskadi Basque Country-Murias | + 12 min 22 s             |                           |
| 9.º                       | Roompot-Charles               | + 16 min 29 s             |                           |
| 10.º                      | Bora-hansgrohe                | + 16 min 33 s             |                           |

## Evolución de las clasificaciones
| Etapa                   | Vencedor                | Clasificación general | Clasificación de la montaña | Clasificación por puntos | Clasificación por equipos |
| ----------------------- | ----------------------- | --------------------- | --------------------------- | ------------------------ | ------------------------- |
| 1.ª                     | Pello Bilbao            | Pello Bilbao          | Rubén Fernández             | Pello Bilbao             | Astana                    |
| 2.ª                     | Luis León Sánchez       | Luis León Sánchez     | Jakob Fuglsang              | Luis León Sánchez        | Astana                    |
| Clasificaciones finales | Clasificaciones finales | Luis León Sánchez     | Jakob Fuglsang              | Luis León Sánchez        | Astana                    |

## UCI World Ranking
La Vuelta a Murcia otorgó puntos para el UCI World Ranking para corredores de los equipos en las categorías UCI WorldTeam, Profesional Continental y Equipos Continentales. Las siguientes tablas son el baremo de puntuación y los corredores que obtuvieron puntos:
| Posición              | 1.º | 2.º | 3.º | 4.º | 5.º | 6.º | 7.º | 8.º | 9.º | 10.º | 11.º | 12.º | 13.º-15.º | 16.º-25.º |
| Clasificación general | 125 | 85  | 70  | 60  | 50  | 40  | 35  | 30  | 25  | 20   | 15   | 10   | 5         | 3         |
| Por etapa             | 14  | 5   | 3   |     |     |     |     |     |     |      |      |      |           |           |
| Líder                 | 3   |     |     |     |     |     |     |     |     |      |      |      |           |           |

| Clasificación |                    |                               |         |       |       |       |
| Posición      | Ciclista           | Equipo                        | General | Etapa | Líder | Total |
| ------------- | ------------------ | ----------------------------- | ------- | ----- | ----- | ----- |
| 1.º           | Luis León Sánchez  | Astana                        | 125     | 17    | -     | 142   |
| 2.º           | Alejandro Valverde | Movistar                      | 85      | 5     | -     | 90    |
| 3.º           | Pello Bilbao       | Astana                        | 70      | 14    | 3     | 87    |
| 4.º           | Patrick Konrad     | Bora-Hansgrohe                | 60      | -     | -     | 60    |
| 5.º           | Omar Fraile        | Astana                        | 50      | 5     | -     | 55    |
| 6.º           | Jakob Fuglsang     | Astana                        | 40      | -     | -     | 40    |
| 7.º           | Matteo Trentin     | Mitchelton-Scott              | 35      | 3     | -     | 38    |
| 8.º           | José Herrada       | Cofidis, Solutions Crédits    | 30      | -     | -     | 30    |
| 9.º           | Óscar Rodríguez    | Euskadi Basque Country-Murias | 25      | -     | -     | 25    |
| 10.º          | Sergei Chernetski  | Caja Rural-Seguros RGA        | 20      | -     | -     | 20    |